# 占美·岩菲路
占士·克里斯托弗·“占美”·岩菲路，CBE，DL（英語：James Christopher "Jimmy" Armfield，1935年9月21日—2018年1月22日），出生於英格蘭蘭開夏丹頓（Denton），英格兰職業足球運動員及領隊，現時在BBC Radio 5直播（BBC Radio 5 Live）擔任足球評論員。岩菲路球員時期只曾效力黑池一間球會，司職右閘。在1954年到1971年之間他共為球隊上陣627場，射入6球，並曾擔任球隊隊長長達10年。岩菲路是英格蘭1966年世界盃冠軍隊成員之一，惟因傷沒有上陣，他亦曾15次戴上國家隊隊長臂章。

## 生平

### 球會
在岩菲路舉家由丹頓遷移到黑池，他在布隆菲爾德路球場（Bloomfield Road）一場練習賽被時任黑池領隊祖·史密夫（Joe Smith）發現，並且邀請他參加試訓，於1954年12月27日岩菲路首次代表黑池上陣出戰樸茨茅夫。他是黑池於1955/56年球季取得歷來最佳成績，頂級甲組聯賽亞軍，陣中的一員。惟在他效力球會17年內並沒有贏得任何主要錦標，球隊於他加盟前一年奪得唯一一次英格蘭足總盃冠軍，而球隊更於1967年降級乙組，但在1970年協助球隊獲得聯賽亞軍及回升甲組。
岩菲路於1970年9月2日獲安排舉行告別賽，是日正是他的35歲生日，數以千計球迷進場向他作出致敬。他在1971年5月1日最後一次代表黑池上陣，在布隆菲爾德路球場超過3萬名球迷前出戰曼聯，他在因傷缺席10場比賽後趕及在這場聯賽登場，而這場亦是直至目前黑池在頂級聯賽最後一場比賽。

### 國家隊
在1959年至1966年之間岩菲路代表英格蘭取得43頂喼帽，更曾15次擔任國家隊的隊長之職。他於1959年5月13日作客馬拉簡拿運動場在超過12萬球迷前首次上陣出戰巴西。岩菲路跟隨國家隊到智利出席1962年世界盃，參賽3場分組賽及1-3負於最終冠軍巴西的八強淘汰賽，被稱為「世界最佳右閘」。於1962年至1964年亦曾獲選「歐洲最佳右閘」。
岩菲路獲選進入1966年世界盃大軍名單之中，但因傷錯過整個競賽，此後亦沒有再代表國家隊上陣，最終只有在決賽上陣以4-2擊敗西德的11人獲頒發冠軍獎牌。隨著英格蘭足球總會說服國際足協頒發獎牌給冠軍隊名單內所有成員後，他於2009年6月10日在唐寧街10號由白高敦補發其冠軍獎牌。

### 領隊
在岩菲路掛靴後不久，於1971年成為保頓的領隊，更帶領球隊在1972/73年球季贏得丙組聯賽冠軍升班到乙組。
1974年10月4日岩菲路接手任教列斯聯，是季聯賽列斯聯因季初成績欠佳，已無望奪標，最終亦僅以第9位結束球季，岩菲路將精力集中在歐冠盃賽場上，先在半準決賽兩回合累計4-0淘汰安德列治；準決賽碰上巴塞隆拿，憑主場2-1僅勝及作客1-1守和，兩回合累計3-2將勁敵踢出局；惟決賽因球證某些惹來爭論的判決而以0-2負於拜仁慕尼黑，僅能屈居亞席。
由唐·李維一手建立的球隊陣容已漸呈老退，岩菲路負起重建球隊的重擔，簽入如東尼·居理（Tony Currie）及白賴仁·芬尼（Brian Flynn）等具份量的球員，在他領導下列斯聯在聯賽從未跌出頭10名外，並於1977年及1978年晉級英格蘭足總盃準決賽。但不耐煩的列斯聯董事會要求更高的成就，岩菲路在球隊再次以第9位結束1977/78年球季後，於1978年7月3日被辭退，惟接替的澤克·史甸亦僅能維持帥位到同年10月。

### 傳媒
列斯聯是岩菲路最後任教的球隊，他決定轉任傳媒工作，於1979至1991年在《每日快報》（Daily Express）擔任記者。現時他以擔任BBC Radio 5直播（BBC Radio 5 Live）的足球比賽總結而聞名，而2009年是其任職英国广播公司30週年紀念，為誌其事，他在其總結比賽的30年中，每10年挑選5位個人認為最佳的球員，作為5月30日英格蘭足總盃決賽的廣播序幕節目。
岩菲路亦是英格蘭足球總會的顧問，其角色負責於1994年任命泰利·雲拿保斯（Terry Venables）為英格蘭領隊，而兩年後聘任格連·荷杜，他亦起關鍵作用。
2007年5月11日他在「蘭開夏BBC電台」（BBC Radio Lancashire）宣佈正為咽喉的非何杰金氏淋巴瘤（Non-Hodgkin lymphoma）進行化療，而他的醫生建議他需要休息，而他對其前途仍然維持樂觀。2007年9月22日岩菲路成為黑池英冠聯賽主場對高車士打的半場嘉賓，他獲得全場球迷起立致敬，岩菲路對球迷的支持表示謝意，協助他渡過最近的黑暗日子。

## 布隆菲爾德路球場
黑池的布隆菲爾德路球場（Bloomfield Road）南看台於2009年末啟用，命名為「占美·岩菲路南看台」（Jimmy Armfield South Stand），在座位上飾以「岩菲路」（ARMFIELD）的紋章。
2009年10月30日黑池宣佈由黑池球迷會（Blackpool Supporters Association）委託建立一個真人大小的占美·岩菲路銅像，造價10萬英鎊，將會通過一系列的籌款活動籌集。目標在2010年9月岩菲路的75歲生日為銅像揭幕，銅像放置在西看台後面向海邊人徑（Seasiders Way）的主入口。

『我對此感到是一件小事情，但我得承認在看台上看到它我會十分驕傲，黑池是我效力的球隊及居住的城鎮。對我所作的貢獻獲得讚許感覺良好，每個人也會喜歡這感覺。』（I feel quite humble about it and I must be honest I will be very proud to see it as I am with the stand, as Blackpool is my team and my town. It is nice to think that anything I have done has been appreciated, all people like to think that.）
－2009年10月岩菲路談及在布隆菲爾德路放置自己的銅像

2011年5月1日岩菲路為自己的銅像主持揭幕儀式，銅像高9英呎，以他20多歲時造像，置於球場西南角的主入口，由雕塑家莱斯·约翰逊（Les Johnson）在他位於漢普郡的工場鑄造。

## 逝世
2018年1月22日因癌症逝世，享年82歲。

## 榮譽
2000年為表揚岩菲路對足球的貢獻而獲頒授官佐勳章（OBE），在2004年獲居住地兰开夏郡任命為「副部长」（Deputy Lieutenant），而在2005/06年度他擔任「兰开夏郡名誉部长」（High Sheriff of Lancashire）。2005年9月21日在他70歲生日當天，市會堂懸掛一面橙色旗幟作為對他的致意，而9月25日則在黑池足球會舉行平民晚宴慶祝。
2008年3月2日在倫敦舉行的英格蘭足球聯賽頒獎禮（Football League Awards）中，他獲頒「英格蘭聯賽傑出貢獻榮譽獎」（Outstanding Contribution to League Football）。2008年9月18日他獲選進入英格蘭足球名人堂，追隨前輩史丹利·馬菲士（Stanley Matthews）及史丹·摩丹臣（Stan Mortensen）的腳步，成為第三位獲選的黑池球員，他在倫敦舉行的「英格蘭足球博物館名人堂之夜」（National Football Museum Hall of Fame Night）在前英格蘭隊友占美·基里夫斯手上接受榮譽。
球員
- 世界盃冠軍：1966年；

領隊
- 丙組聯賽冠軍：1972/73年；

## 自傳
Armfield, Jimmy; Andrew, Collomosse. . Headline. 2004-02-02. ISBN 0-7553-1276-7. 

## 外部連結
- Jimmy Armfield Bob's 70-71 footballers Jimmy Armfield
- Full Managerial Stats for Leeds United from WAFLL（页面存档备份，存于）
- Jimmy Armfield Statue Fund website